# برنامه‌نویسی آفلاین (رباتیک)
برنامه‌نویسی آفلاین (به انگلیسی Off-line programming)  (OLP) یک روش برنامه‌نویسی ربات است که در آن برنامه ربات مستقل از ربات ساخته می‌شود. پس از آن برنامه ساخته شده برای اجرا روی ربات صنعتی بارگذاری می‌شود. در برنامه‌نویسی آفلاین، ربات به وسیلهٔ یک مدل گرافیکی 3 بعدی در یک شبیه ساز نمایش داده می‌شود. امروزه با استفاده از برنامه‌نویسی آفیالن و شبیه سازهای رباتیک برنامه‌های بهینه‌ای برای اجرای وظایف ربات‌ها نوشته می‌شود. 
OLP با تولید تداخل ایجاد نمی‌کند چراکه برنامه ربات خارج از چرخه تولید و روی یک کامپیوتر دیگر توسعه پیدا می‌کند. 
زمان لازم برای تطبیق برنامه‌های جدید با ربات ها، با روش برنامه‌نویسی آفلاین، از چندین هفته به چندین روز کاهش می یابد.

## نمونه‌هایی از نرم‌افزارهای برنامه‌نویسی آفلاین
- Octopuz
- ARC
- Robotmaster
- SprutCAM Robot
- Delfoi Robotics
- Visual Components
- FASTSUITE